# 나마 (지형)

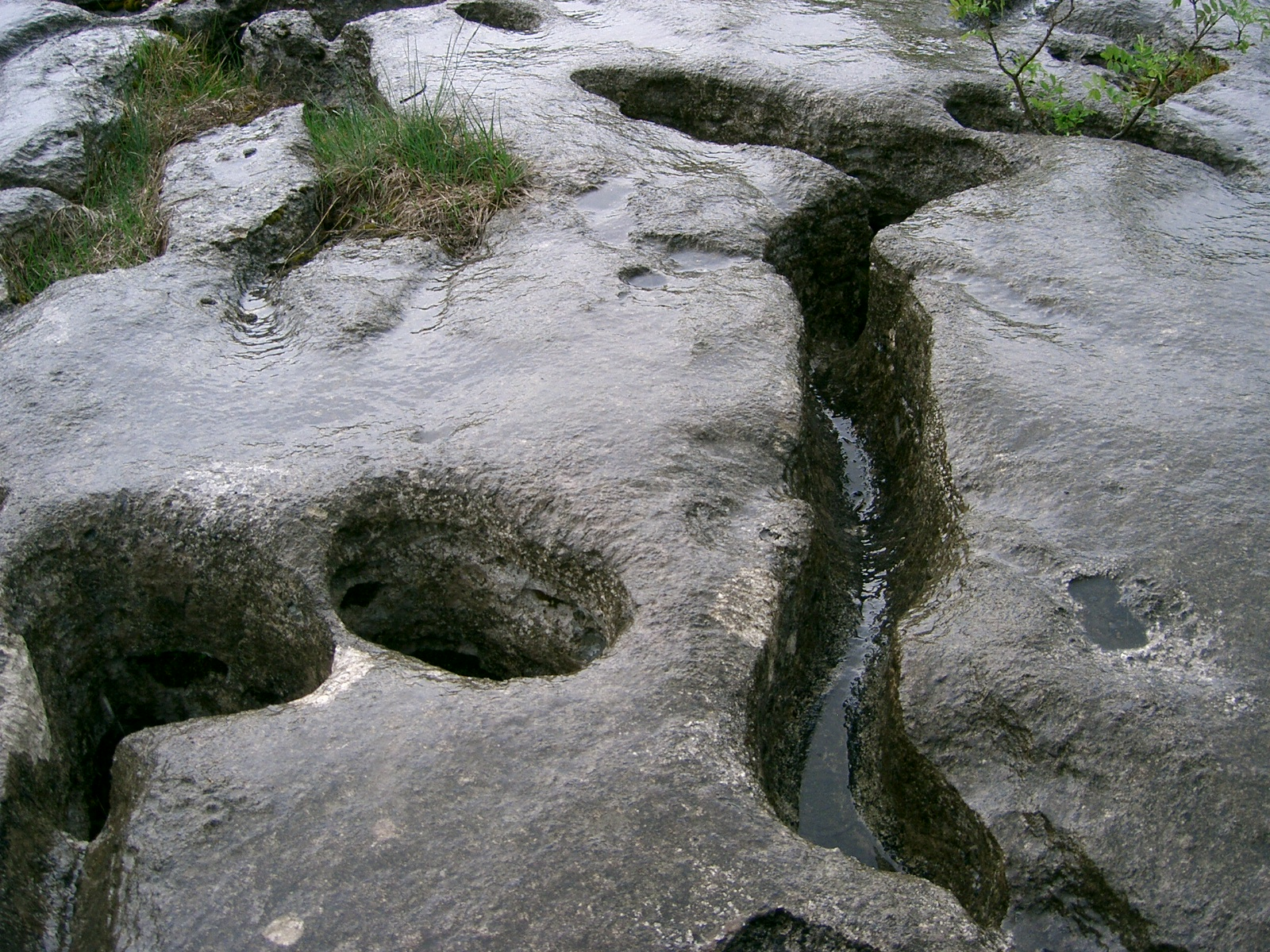
나마

나마(gnamma)는 화학적 풍화작용에 의해 기반암 표면에 형성된 접시 모양의 풍화혈이다. 화강암 기반암 표면에 잘 형성된다.
일부 저자는 팬홀을 움푹 들어간 곳이라고도 하는데, 이는 일반적으로 유사한 모양의 강변 지형에 사용되는 용어이다. 하천 지형학에서 움푹 들어간 곳이라는 용어는 일반적으로 매끄럽고 사발 모양이거나 원통형 중공을 가리키는 데 사용되며 일반적으로 폭보다 깊은 곳으로 하천의 암석 바닥에서 발달한다. 이러한 유형의 특징은 돌이나 돌 또는 거친 퇴적물의 연마 작용에 의해 생성되며 소용돌이에 의해 계속 움직이거나 주어진 지점에서 흐름의 힘에 의해 움직이다.